# 含羞草 (漫畫)
《含羞草》（日语：スローステップ）是由安達充繪製的日本浪漫喜劇漫畫，以拳擊和女子壘球為主題，連載在1986年9月號～1991年3月號的Ciao月刊，單行本共有七本。在1991年曾改編為五集的OVA。但劇情和結局都和漫畫有一些差異。

## 劇情
麻丘高校二年級的中里美夏，是學校女子壘球社的投手，同班拳擊社的秋葉習和壘球社的教練山櫻健梧都喜歡她。中里美夏因為曾目擊車禍案件而被跟踪，有一天出門時不得已穿戴假髮和眼鏡出門，但住同一棟樓，条青高校的門松直人卻陰錯陽差的愛上這個帶假髮和眼鏡的女孩子，後來中里美夏只好用假髮和眼鏡化裝，取名為須藤麻里亞，和門松直人約會。
一開始沒有人知道中里美夏和須藤麻里亞是同一個人的秘密，山櫻、秋葉和門松展開了愛情爭奪戦，後來被山櫻監梧扶養的田中知香知道，知香無意間讓秋葉知道，門松也自己發現須藤麻里亞就是中里美夏，二人才發現他們喜歡的是同一個女孩。而山櫻健梧為了完成學生時代「參加職業拳擊賽」的夢想，私下花時間練習，首次出賽打敗新人王候補後引退。
在漫畫結束時，沒有特別交代中里美夏最後會和山櫻、秋葉和門松中的哪一位交往。而在動畫中，中里美夏愛上了山櫻監梧。

## 角色
中里美夏／須藤麻里亞
聲：高山南（日本）／曾佩儀(香港)
麻丘高校的女生，是壘球隊的王牌投手，是同學秋葉習和壘球隊教練的山櫻監梧追求的對象，扮演須藤麻里亞的時候也受到住同一棟樓的門松直人的喜歡。父親是不太有名的前職業摔角選手。在動畫中，中里美夏愛上了山櫻監梧，最後和他結婚。中里美夏的口頭禪是「喂喂（Oi oi）」和「真討厭（Aa, mendokuse）」。
秋葉習
聲：山口勝平（日本）／蘇強文(香港)
中里美夏的同班同學，是拳擊社的成員，父親是公司的總裁，個性輕浮，有些不負責任。他喜歡中里美夏。他發現他和門松直人喜歡的是同一個人之後，一反常態的努力練習，希望和門松直人對打時可以擊倒門松，搏得美夏的芳心。
門松直人
聲：堀川亮（日本）／郭志權(香港)
條青高校三年級的學生，是拳擊社的成員，也是高中拳擊冠軍，和中里美夏住同一棟樓，家人都住在國外，愛上中里美夏化裝成的須藤麻里亞，在發現他和秋葉習喜歡的是同一個人之後，希望贏得和秋葉習的拳擊賽和美夏的愛。
山櫻監悟
聲：神谷明（日本）／魏惠文(香港)
麻丘高校的老師，女子壘球隊和拳擊社的教練，在年輕時以成為職業拳擊手為目標，但當姊姊過世後，因為要照顧姊姊的女兒知香而放棄夢想。在學校時常對女學生性騷擾，摸女學生的腰或臀部，在動畫最後和中里美夏結婚。
澤村亞矢子
聲：江森浩子（日本）／楊婉清(香港)
一個率直、孤傲的女生，是少數可以接住中里美夏投出壘球的女生。她愛上山櫻監悟，為了要和山櫻約會而加入壘球隊擔任捕手，但她也發現山櫻喜歡美夏。後來和新進來的老師染井吉雄談戀愛。
田中知香
聲：坂本千夏（日本）／梁少霞(香港)
山櫻監悟過世姊姊的女兒，是小學生，山櫻的每一餐多半都是知香煮的。她喜歡中里美夏，希望山櫻監悟可以和中里美夏結婚，她是第一個發現中里美夏和須藤麻里亞是同一個人的人，後來也不小心讓秋葉習知道這一件事。
染井吉雄
聲：綠川光（日本）
麻丘高校的新老師，戴著眼鏡，代理山櫻擔任壘球隊的教練，大部份學校的女生都喜歡他，不過染井吉雄有女性恐懼症，後來在眾人的合作下，女性恐懼症消失了，但成為和山櫻監悟一様常性騷擾女學生的「山櫻二號」，和澤村亞矢子談戀愛。
參考資料：